# Peter Scheiffele

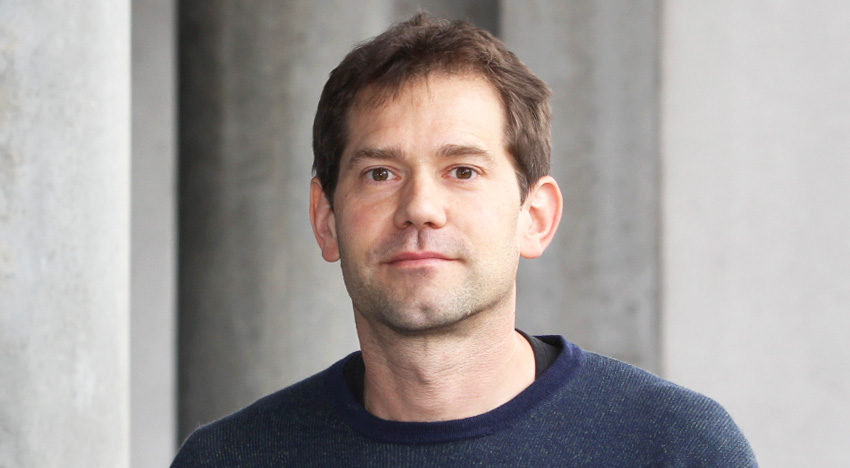
Peter Scheiffele (2014)

Peter Scheiffele (* 21. Dezember 1969 in Berlin) ist ein deutscher Neurobiologe und Professor am Biozentrum der Universität Basel, Schweiz.

## Leben
Peter Scheiffele studierte Biochemie an der Freien Universität Berlin. 1998 promovierte er am European Molecular Biology Laboratory in Heidelberg und war dann als Postdoc an der University of California, Berkeley und University of California, San Francisco tätig. 2001 wurde er Assistenzprofessor im Department of Physiology & Cellular Biophysics der Columbia University, New York, und forschte auf dem Gebiet der Neurobiologie. Seit 2008 ist Peter Scheiffele Professor für Zell- und Entwicklungsbiologie am Biozentrum der Universität Basel.

## Wirken
Scheiffele erforscht die Mechanismen der Ausbildung neuronaler Netzwerke im zentralen Nervensystem. Insbesondere studiert er die Bildung von Synapsen. Peter Scheiffele entdeckte eine bedeutende Rolle der neuronalen Adhäsionsmoleküle Neuroligin und Neurexin in der Synapsenbildung. Er zeigte, dass Neuroligin eine trans-synaptische Verbindung mit dem präsynaptischen Oberflächenrezeptor Neurexin eingeht und wichtig für die Organisation der Bestandteile der Synapsenmembran ist. Seine Arbeiten zur Entstehung und Auflösung neuronaler Synapsen führten auch zu Einblicken in neuronale Erkrankungen wie Autismus und deren Behandlungsmöglichkeiten.

## Auszeichnungen
- 2002 Alfred P. Sloan Research Fellow[4]
- 2002 Searle Scholar Award[5]
- 2004 John Merck Scholar Award[6]
- 2005 Simons Foundation Young Investigator Award
- 2013 gewähltes Mitglied der European Molecular Biology Organization (EMBO)[7]
- 2014 Robert-Bing-Preis 2014[8]
- 2016: ERC Advanced Grant[9]
- 2022 SNSF Advanced Grant[10]

## Publikationen (Auswahl)
Vollständige Publikationsliste
- Peter Scheiffele, Johan Peränen und Kai Simons: N-glycans as apical sorting signals in epithelial cells. In: Nature. Band 378, 1995, S. 96–98. PMID 7477300
- Peter Scheiffele, Jinhong Fan, Jenny Choih, Richard Fetter und Tito A. Serafini: Neuroligin expressed in nonneuronal cells triggers presynaptic development in contacting axons. In: Cell. Band 101, 2000, S. 657–669. PMID 10892652
- Ben Chih, Holly Engelman, Peter Scheiffele: Control of excitatory and inhibitory synapse formation by neuroligins. In: Science. Band 307, 2005, S. 1324–1328. PMID 15681343
- Takatoshi Iijima, Karen Wu, Harald Witte, Yoko Hanno-Iijima, Timo Glatter, Stéphane Richard, Peter Scheiffele: SAM68 regulates neuronal activity-dependent alternative splicing of Neurexin-1. In: Cell. Band 147, Nr. 7, 2011, S. 1601–1614. PMID 22196734
- Stephane Baudouin, Julien Gaudias, Stefan Gerharz, Laetitia Hatstatt, Keiku Zhou, Pradeep Punnakkal, P; Kenji F Tanaka, Will Spooren, Rene Hen, Chris I. De Zeeuw, Kaspar Vogt, Peter Scheiffele: Shared Synaptic Pathophysiology in Syndromic and Non-syndromic Rodent Models of Autism. In: Science. Band 338, Nr. 6103, 2012, S. 128–132. PMID 22983708